# Операція «Уран»
Сталінгра́дська стратегі́чна наступа́льна опера́ція (кодова назва — Операція «Уран») (19 листопада 1942 — 2 лютого 1943) — контрнаступ військ трьох фронтів: Південно-Західного (генерал М. Ф. Ватутін), Сталінградського (генерал А. І. Єрьоменко) і Донського (генерал К. К. Рокоссовський), з метою оточення і знищення німецького угруповання військ у районі міста Сталінград.

## Передісторія
Влітку 1942 року за наказом Адольфа Гітлера німецькі війська почали наступ на південній ділянці радянсько-німецького фронту з метою виходу до нафтових районів Кавказу і родючих земель Нижнього Поволжя і Дону. Для наступу на Сталінград із складу армій групи «Б» була виділена 6-а армія генерала Фрідріха фон Паулюса, що складалась із 17 дивізій, підтримуваних 1200-и літаками; радянське командування для захисту сталінградському напрямку виділило зі свого резерву три армії, а 12 липня було створено Сталінградський фронт.
12 вересня після жорстоких боїв німецькі війська підійшли впритул до Сталінграду і Паулюс віддав наказ протягом десяти днів оволодіти містом. Але попри вихід 15 жовтня до Волги, вкрай тяжкі і малорезультативні вуличні бої з радянськими військами тривали аж до 11 листопада — план швидкого захоплення міста і завершення всієї німецької військової літньо-осінньої кампанії 1942 року був зірваний. Німецьке командування вважало, що після тривалих боїв за Сталінград більшовики не зможуть провести велику контрнаступальну операцію. Німці планували перезимувати на зайнятих рубежах, а з весни продовжити наступальні дії.

## Військові сили в операції «Уран»

### Співвідношення сил на фронтах
Перед початком операції співвідношення живої сили, танків, авіації і допоміжних сил на даній ділянці театру воєнних дій було наступним:

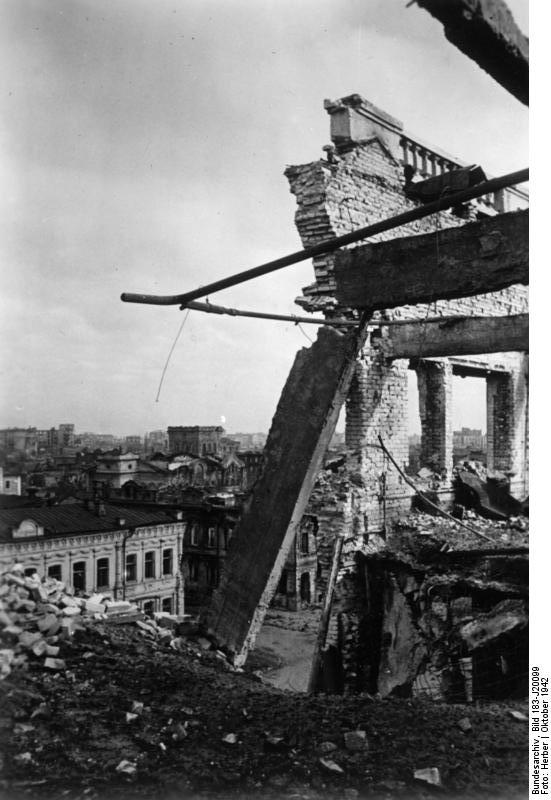
Руїни у Сталінграді, жовтень 1942, Бундесархів.

|                    | Червона армія | Вермахт і союзники | Співвідношення |
| Особовий склад     | 1 103 000     | 1 011 000          | 1,1:1          |
| Гармати і міномети | 15 501        | 10 290             | 1,5:1          |
| Танки              | 1463          | 675                | 2,2:1          |
| Літаки (бойові)    | 1350          | 1216               | 1,1:1          |

## Хід наступу
Наступ почався почався 19 листопада 1942 силами Південно-Західного, Сталінградського і Донського фронтів. Німецьке командування занадто пізно усвідомило масштабність наступу супротивника, в котрому брало участь півмільйона військовослужбовців, 900 танків і 1400 літаків, — 23 листопада радянськими військами було оточено 6-у армію Паулюса і 4-у танкову армію, котрі налічували 22 дивізії, 160 окремих частин загальною чисельністю 330 тисяч чоловік.
У грудні 1942 року провалилась спроба німецьких військ здійснити котрнаступ для звільнення оточеного угрупування військ, а в січні 1943 року, після відмови Паулюса капітулювати, війська Донського фронту почали масований наступ на оточене угруповування і змусили 31 січня здатись південну частину німецьких військ, а 2 лютого — решту. Живими на цей час залишились лише 90 тисяч німецьких військовослужбовців (з них вижило в таборах для військовополонених і повернулось на батьківщину після війни лише 5 тисяч).